# Penrose-féle grafikus jelölésrendszer
A matematikában és fizikában a Penrose-féle diagrammatikus jelölésrendszer (általában kézzel írott) vizuális leírása a multilineáris függvényeknek vagy tenzoroknak, amelyet Roger Penrose javasolt 1971-ben. A jelölésrendszer egy diagramból áll, amelyben sokféle síkidom van összekötve vonalakkal. A jelölésrendszert Predrag Cvitanović alaposan kutatta, aki arra használta, hogy osztályozza a klasszikus Lie-csoportokat. Általánosítva volt a reprezentációs elmélet a spinhálózatok által a fizikában, valamint a mátrix csoportoktól trace diagramokig a lineáris algebrában. A jelölésrendszer sokszor előfordul a modern kvantumelméletben, különösen a mátrix termékállapotokban és kvantum körökben.

## Értelmezések

### Multilineáris algebra
A multilineáris algebra nyelvezetében minden síkidom egy multilineáris függvénynek felel meg. A vonalak a formákhoz kapcsolva a ki- és bemenetét reprezentálják a függvénynek, valamint az idomok összekapcsolása egyúttal a függvények kompozíciója.

### Tenzorok
A tenzoralgebra nyelvezetében, minden tenzor egy bizonyos formával van asszociálva több vonallal, amelyek le- és felfelé mutatnak, az absztrakt felső és alsó indexekkel megfelelően. Az összekötő vonalak a formák között az indexek rövidítésének felelnek meg. Az egyik előnye a jelölésrendszernek, hogy nem kell új betűket kitalálni az új indexeknek. Ez a jelölésrendszer bázisfüggetlen. 

### Mátrixok
Mindegyik forma egy mátrixot reprezentál, a tenzorszorzást vízszintesen kell végezni, a mátrixszorzást pedig függőlegesen.

## Speciális tenzorok reprezentációja

### Metrikus tenzor
A metrikus tenzort egy U alakú hurok vagy egy lefelé fordított U alakú hurok képviseli, a használt tenzor típusától függően.
| {\displaystyle g^{ab}} | {\displaystyle g_{ab}} |

### Levi-Civita-tenzor
A Levi-Civita antiszimmetrikus tenzor egy vastag vízszintes vonalnak felel meg, amelyben ágak állnak lefelé vagy felfelé, attól függően, hogy milyen típusú tenzorral dolgozunk.
| {\displaystyle \varepsilon _{ab\ldots n}} | {\displaystyle \varepsilon ^{ab\ldots n}} | {\displaystyle \varepsilon _{ab\ldots n}\,\varepsilon ^{ab\ldots n}} · {\displaystyle =n!} |

### A szerkezetállandó

szerkezet állandó

A Lie-algebra szerkezetkonstansai ({\displaystyle {\gamma _{ab}}^{c}}) egy kicsi háromszög által vannak reprezentálva, amelyből egy vonal mutat felfelé, kettő pedig lefelé.

## Tenzorműveletek

### Az indexek rövidítése
Az indexek rövidülése úgy van ábrázolva, hogy az indexek vonalait összekötjük.
| {\displaystyle \delta _{b}^{a}} | {\displaystyle \beta _{a}\,\xi ^{a}} | {\displaystyle g_{ab}\,g^{bc}=\delta _{a}^{c}=g^{cb}\,g_{ba}} |

### Szimmetrizáció
Az indexek szimmetrizációját egy vastag cikkcakkos vonallal lehet reprezentálni, amely az index vonalait vízszintesen metszi.
| {\displaystyle Q^{(ab\ldots n)}} · {\displaystyle {}_{Q^{ab}=Q^{[ab]}+Q^{(ab)}}} |

Az indexek antiszimmetrizációja egy vastag vízszintes vonal, amely metszi az index vonalait.
| {\displaystyle E_{[ab\ldots n]}} · {\displaystyle {}_{E_{ab}=E_{[ab]}+E_{(ab)}}} |

## Determináns
A determináns úgy alakul meg, hogy antiszimmetrizációt alkalmazunk az indexekre.
| {\displaystyle \det \mathbf {T} =\det \left(T_{\ b}^{a}\right)} | {\displaystyle \mathbf {T} ^{-1}=\left(T_{\ b}^{a}\right)^{-1}} |

### Kovariáns derivatív
A kovariáns derivatívot ({\displaystyle \nabla }) úgy vizualizálhatjuk, hogy egy kört rajzolunk a tenzorok köré, és egy vonal mutat lefelé a körből, hogy reprezentálja a derivatív alsó indexét.
| {\displaystyle 12\nabla _{a}\left(\xi ^{f}\,\lambda _{fb[c}^{(d}\,D_{gh]}^{e)b}\right)} · {\displaystyle =12\left(\xi ^{f}(\nabla _{a}\lambda _{fb[c}^{(d})\,D_{gh]}^{e)b}+(\nabla _{a}\xi ^{f})\lambda _{fb[c}^{(d}\,D_{gh]}^{e)b}+\xi ^{f}\lambda _{fb[c}^{(d}\,(\nabla _{a}D_{gh]}^{e)b})\right)} |

## Tenzormanipuláció
A diagramszerű jelzésrendszer hasznos a tenzoralgebra manipulációjában. Általában megjelenik benne pár egyszerű „azonosság” a tenzormanipulációban.
Például {\displaystyle \varepsilon _{a...c}\varepsilon ^{a...c}=n!}, ahol n a dimenziók száma, általános "azonosság".

### Riemann görbületi tenzor
A Ricci és Bianchi-azonosságok a Riemann-görbülettenzor megadott feltételeivel megmutatják a jelölésrendszer erejét.
|  | {\displaystyle R_{ab}=R_{acb}^{\ \ \ c}} | {\displaystyle (\nabla _{a}\,\nabla _{b}-\nabla _{b}\,\nabla _{a})\,\mathbf {\xi } ^{d}} · {\displaystyle =R_{abc}^{\ \ \ d}\,\mathbf {\xi } ^{c}} | {\displaystyle \nabla _{[a}R_{bc]d}^{\ \ \ e}=0} |

## Kiegészítések
A jelölésrendszer ki lett bővítve a spinorokkal és tvisztorokkal.

## Fordítás
Ez a szócikk részben vagy egészben  a   Penrose graphical notation című angol Wikipédia-szócikk ezen változatának fordításán alapul.  Az eredeti cikk szerkesztőit annak laptörténete sorolja fel. Ez a jelzés csupán a megfogalmazás eredetét és a szerzői jogokat jelzi, nem szolgál a cikkben szereplő információk forrásmegjelöléseként.

## Kapcsolódó szócikk
- Spinhálózat